# Maki mi
Maki mi, también conocido como maki de cerdo o sopa maki, es una sopa filipina de lomo de cerdo grueso originaria de la comunidad sino-filipina de Binondo, Manila. 

## Descripción
Está hecho de carne magra de cerdo ablandada por un mazo de carne. Se marina en salsa de soya, ajo, pimienta negra, vino de arroz o vinagre y cebollas antes de cubrirse con claras de huevo o almidón (generalmente almidón de maíz, camote o tapioca). Luego se cuece en caldo de res hirviendo, se le echan los huevos batidos y se revuelve hasta que se formen hebras. Los fideos de huevo (mami) también se agregan comúnmente. El nombre "Maki mi" toma su nombre del chino Hokkien (chino simplificado: 肉羹面; chino tradicional: 肉羹麵; Pe̍h-ōe-jī: Mah-kiⁿ-mī), que significa sopa de fideos con carne.